# Kazimierz Barburski
Kazimierz Barburski (n. 7 august 1942, Litzmannstadt, Germania Nazistă – d. 26 mai 2016, Łódź, Polonia) a fost un scrimer polonez, medaliat olimpic. A participat la două ediții ale Jocurilor Olimpice (1968, 1972) în care a câștigat o medalie de bronz.